# Arrasate
Arrasate (em basco e oficialmente) ou Mondragón (em castelhano) é um município da Espanha na província de Guipúscoa, comunidade autónoma do País Basco. Tem 30,72 km² de área e em 2021 tinha 21 867 habitantes (densidade: 711,8 hab./km²).

## Demografia
| Variação demográfica do município entre 1991 e 2004 | Variação demográfica do município entre 1991 e 2004 | Variação demográfica do município entre 1991 e 2004 | Variação demográfica do município entre 1991 e 2004 |
| --------------------------------------------------- | --------------------------------------------------- | --------------------------------------------------- | --------------------------------------------------- |
| 1991                                                | 1996                                                | 2001                                                | 2004                                                |
| 25532                                               | 24571                                               | 23118                                               | 22872                                               |